# 1948 코파 델 헤네랄리시모 결승전
1948 코파 델 헤네랄리시모 결승전(스페인어: La Final de la Copa del Generalísimo de 1948)은 현재 코파 델 레이로 알려진 스페인 컵대회의 44번째 결승전이다. 이 경기는 1948년 7월 4일, 마드리드의 누에보 차마르틴에서 열렸고, 세비야가 셀타 비고를 4-1로 대파하고 우승을 거두었다.

## 상세 경기 정보
| 세비야                              | 4–1               | 셀타 비고 |
| ----------------------------------- | ----------------- | --------- |
| 마리아노 18′, 59′, 73′ · 아르사 75′ | 리포트 (스페인어) | 무뇨스 6′ |

| 세비야:             |    |                     |
|                     |    |                     |
| GK                  | 1  | 호세 마리아 부스토  |
| DF                  | 2  | 호아킨 (주장)       |
| DF                  | 3  | 마누엘 벨몬테       |
| MF                  | 4  | 페드로 알코네로     |
| MF                  | 5  | 프란시스코 안투네스 |
| MF                  | 6  | 페드로 에길루스     |
| FW                  | 7  | 호세 피네다         |
| FW                  | 8  | 후안 아르사         |
| FW                  | 9  | 마리아노            |
| FW                  | 10 | 마누엘 도메네치     |
| FW                  | 11 | 호세 캄포스         |
| 감독:               |    |                     |
| 파트리시오 카이세도 |    |                     |

| 셀타 비고:      |    |                          |
|                 |    |                          |
| GK              | 1  | 프란시스코 시몬          |
| DF              | 2  | 호세 메사                |
| DF              | 3  | 카비뇨                   |
| MF              | 4  | 가이토스                 |
| MF              | 5  | 가브리엘 알론소          |
| MF              | 6  | 야요                     |
| FW              | 7  | 프란시스코 로이그 (주장) |
| FW              | 8  | 미겔 무뇨스              |
| FW              | 9  | 파이뇨                   |
| FW              | 10 | 후안 아레이티오          |
| FW              | 11 | 후안 바스케스            |
| 감독:           |    |                          |
| 리카르도 사모라 |    |                          |